# Donaldsons wever
De Donaldsons wever (Plocepasser donaldsoni) is een zangvogel uit de familie Passeridae (mussen).

## Verspreiding en leefgebied
Deze soort komt voor op de savannen van zuidwestelijk Ethiopië, uiterst zuidelijk Somalië en noordelijk Kenia.